# Vauxhall, Kungsträdgården
Vauxhall eller Vauxhallen var en nöjeslokal i Kungsträdgården, mot Hamngatan, i Stockholm, som var aktiv mellan 1772 och 1801. 

## Historik
Vauxhallen låg i Orangeriet, som hade uppförts 1762 för kungens citrusträd i Kungsträdgårdens norra ända. Parken Kungsträdgården var på den tiden endast öppet för hovet och adeln, men öppnades året därpå för borgerskapet: allmänheten släpptes in 1797. År 1772 öppnades Vauxhallen i byggnaden. Vauxhall var en nöjeslokal för konserter och offentliga baler mot inträde: det var en typ av nöjeslokal som då hade blivit modern i många europeiska storstäder och uppfördes som motsvarighet till Palais Royal i Paris och Vauxhall Gardens i London. 
Vauxhall invigdes med en konsert dirigerad av hovkapellmästaren Francesco Antonio Uttini den 14 juni 1772. Ett av dess mest berömda tillställningar var en illumination arrangerad av Stockholms borgerskap den 21 augusti 1791, som hölls för att fira Gustav III:s återkomst från sin vistelse i Aachen. En maskerad hölls då i byggnaden och parken, som öppnades för cirka 6000 deltagare, från klockan nio på kvällen till klockan fem på morgonen, och trädgårdens 
parterrer, gångar, alléer och boskéer upplystes av 6000 oljelampor och maschaller. 
Vauxhall stängdes 1801, när rikets Trofésamling överfördes hit sedan Arsenalen i Kungsträdgårdens motsatta ända blivit teater. 1823 öppnades en brunnsanläggning i byggnaden under uppsikt av Jacob Berzelius. Karl XIV Johan lät förstöra planteringarna för att skapa en exercisplan. Byggnaden revs 1852. 
På den tidigare platsen för orangeriet byggdes restaurang Sju sekel inför Stockholms sjuhundraårsfirande 1953. Byggnaden ritades av arkitekten Erik Glemme. Även fastigheten och kvarteret fick namnet Sju sekel och på 1980-talet byggdes där en ny restaurangbyggnad. År 2016 meddelade Apple att de köpt kvarteret och skulle uppföra en flaggskeppsbutik på platsen. De fick nej till sitt förslag efter valet 2018 och meddelade att de skulle överge planerna. De är ägare till fastigheten 2021.